# Comanderkirche

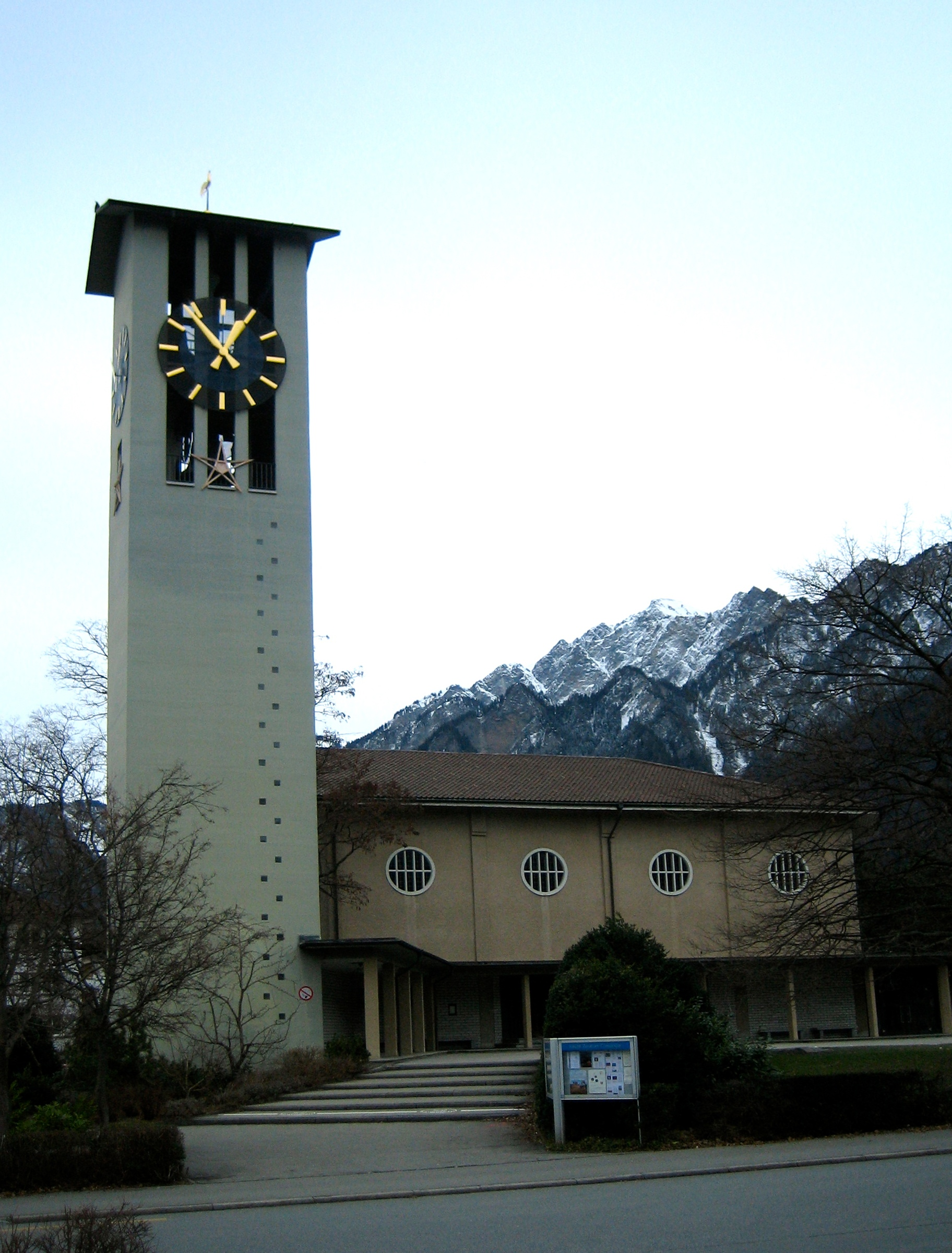
Comanderkirche

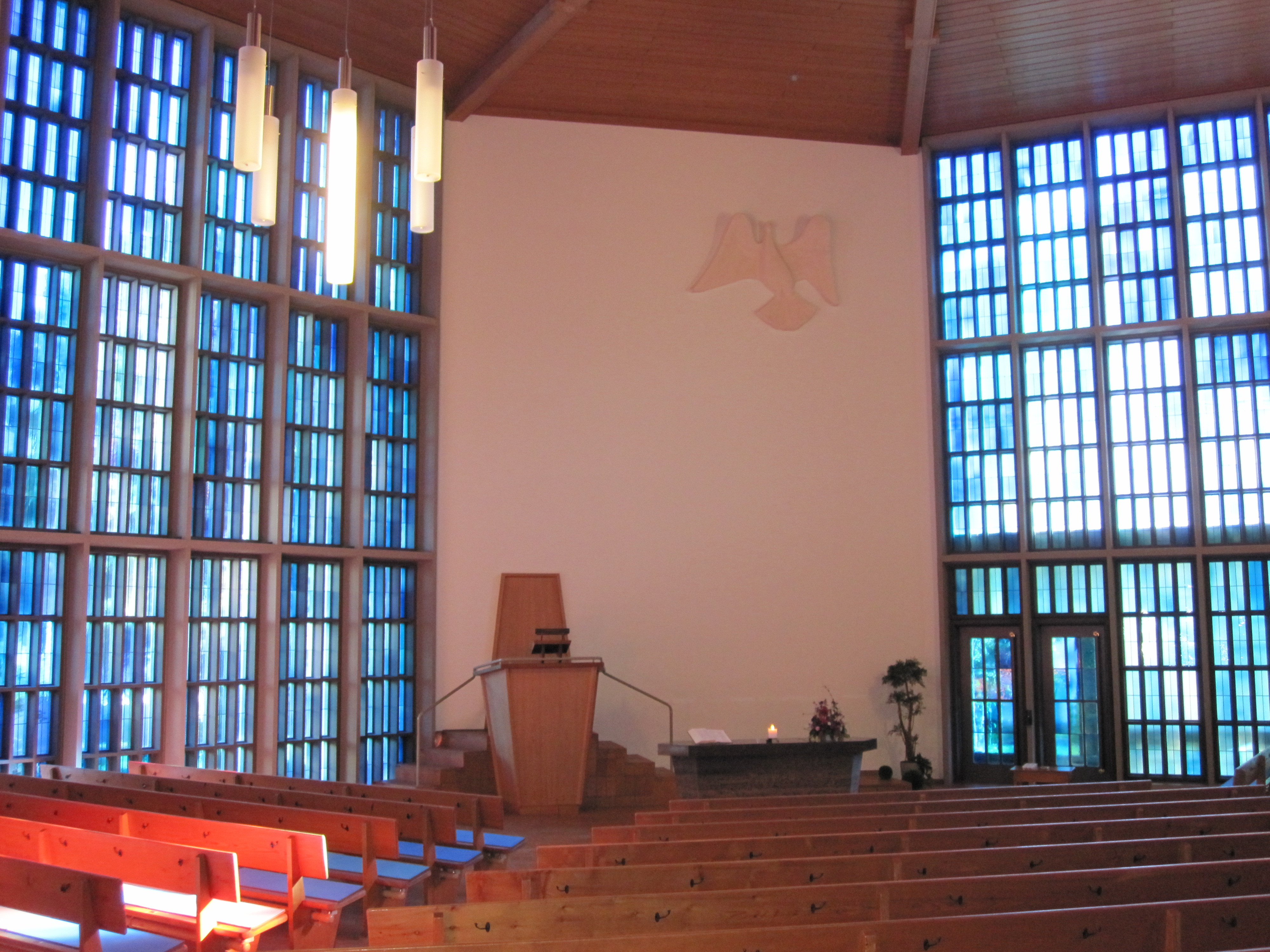
Inneres

Die Comanderkirche steht in Chur im Rheinquartier an der Ringstrasse und Sennensteinstrasse 30. Sie ist eine von drei Predigtstätten der reformierten Kirchgemeinde Chur innerhalb der Evangelisch-reformierten Landeskirche Graubünden.

## Geschichte und Ausstattung
Die Kirche wurde ab 1956 nach den Plänen von Cyrill A. von Planta (1906–2000) erbaut und 1957 zum 400sten Todestag von Johannes Comander eingeweiht und nach ihm benannt. Sie ist das jüngste reformierte Gotteshaus der Bündner Kantonshauptstadt und liegt im Rheinquartier. An Johannes Comander erinnert eine Gedenktafel neben dem Eingang.
Hoch über der Kanzel ist das vom Bildhauer Paul Bianchi angefertigte Relief einer Taube angebracht, die in der christlichen Symbolsprache traditionell den Heiligen Geist verkörpert.
Das schlicht gehaltene Kircheninnere ist mit einem leichten Gefälle so angelegt, dass alles auf den Abendmahlstisch zuläuft. Die Orgel wurde 1957 von der Firma Metzler Orgelbau (Dietikon) errichtet.

## Comanderhaus
An die Comanderkirche angebaut ist das Comanderhaus, in dem kirchliche und auch regional bedeutsame Veranstaltungen stattfinden. Hier werden auch die ausserordentlichen Sitzungen und Arbeitstagungen der Bündner Synode abgehalten. Dadurch ist die Comanderkirche, obschon eines der jüngsten kirchlichen Bauwerke, de facto zu einer reformierten Hauptkirche im Kanton geworden.

Galerie
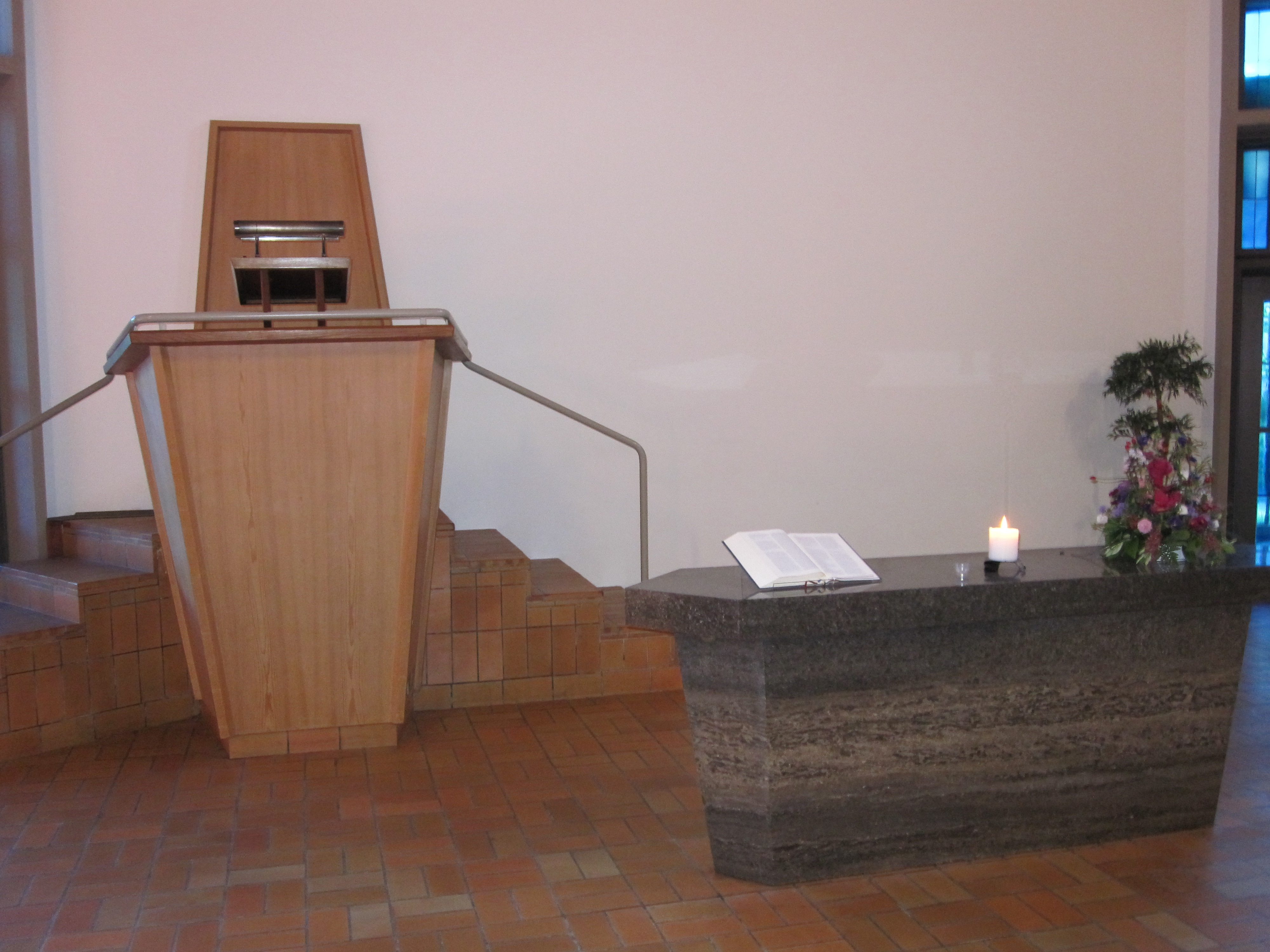
Kanzel und Abendmahlstisch
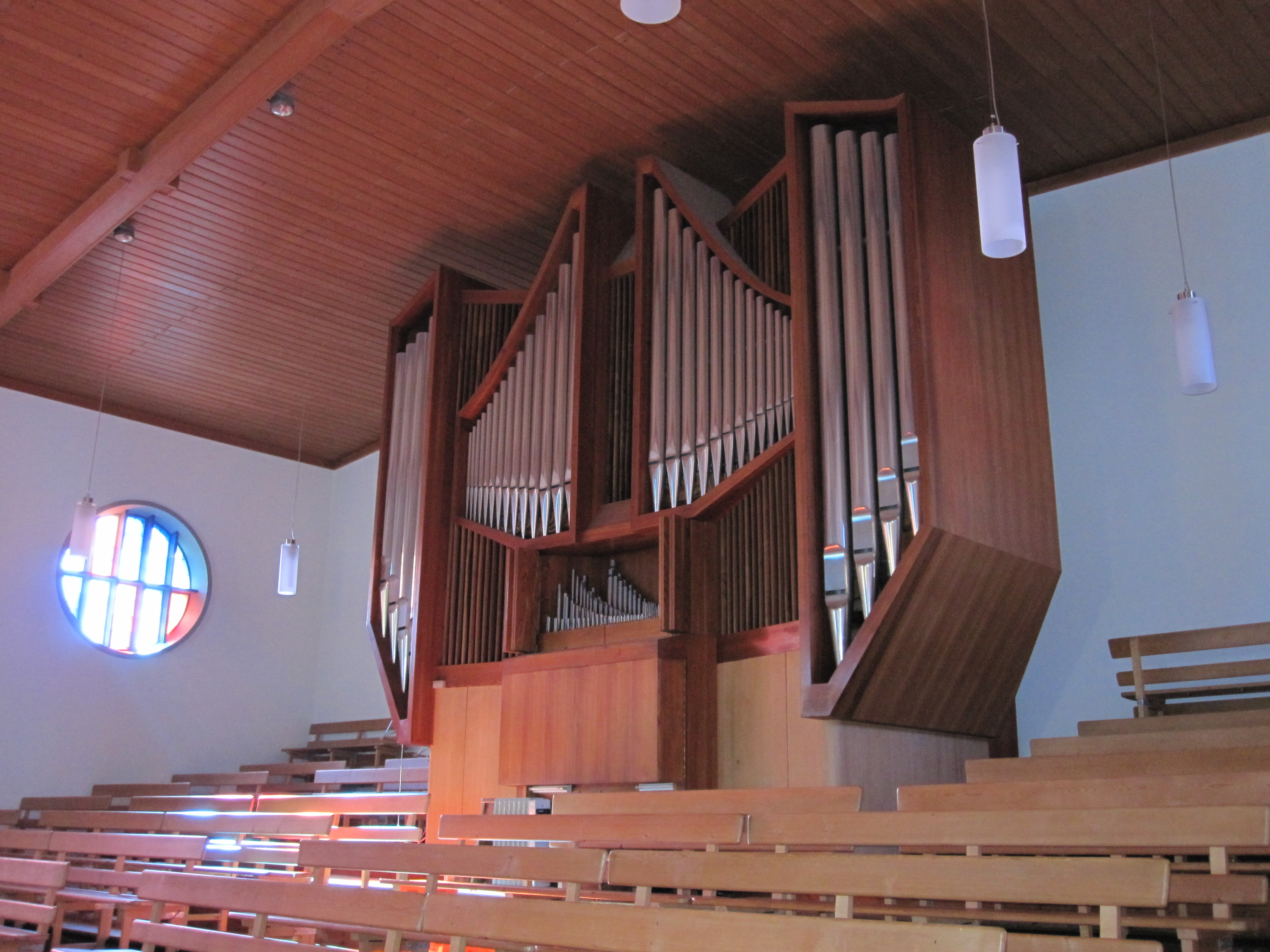
Metzler-Orgel
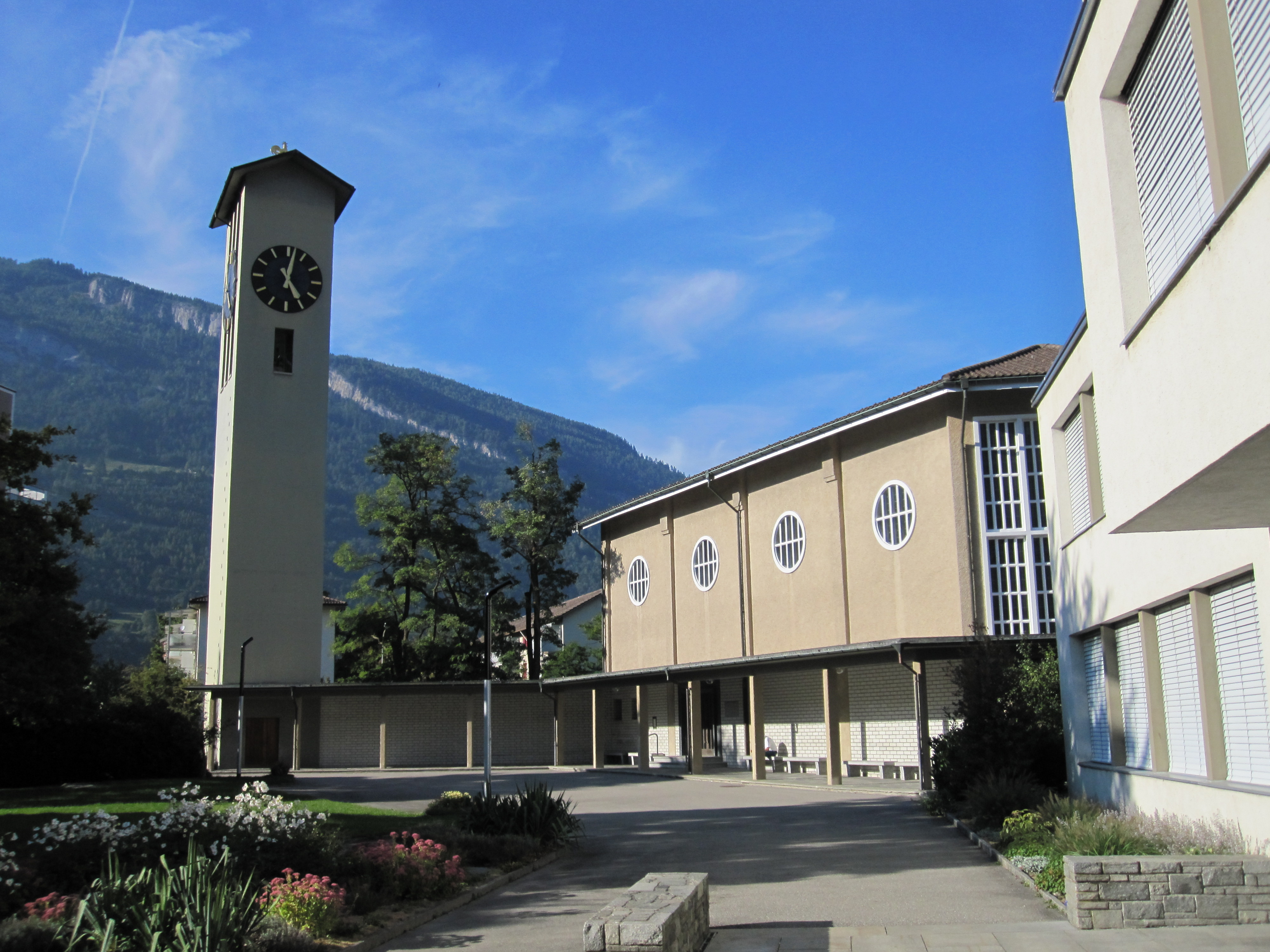
Comanderkirche mit Vorplatz, rechts das Comanderhaus

## Auszeichnungen
- 2019: im Rahmen der Kampagne «52 beste Bauten – Baukultur Graubünden 1950–2000» erkor der Bündner Heimatschutz die von Cyrill A. von Planta 1957 entworfene Comanderkirche in Chur als eines der besten Bündner Bauwerke[2]